# Playa de Pompierre
La Playa de Pompierre (en francés: Plage de Pompierre) es una playa de arena de la isla de Terre-de-Haut, una de las dos islas en el archipiélago de Les Saintes (que depende de Guadalupe en las Antillas francesas).
Posee 800 metros de largo, y limita con la bahía de Pompierre, al noreste de la isla, y está protegida de los vientos por la presencia de un islote, les Roches percées.
Playa Pompierre, es las más buscada por los turistas, y dista 1,5 km del centro del pueblo. Posee cocoteros, y está rodeada de dos colinas , la morne Morel al norte y al sur la morne Rouge (Roja).
La Bahía de Pompierre es sitio natural bajo la Ley del 2 de mayo de 1930. Por lo que ciertas restricciones para el anclaje aplican.